# Interstellär sond

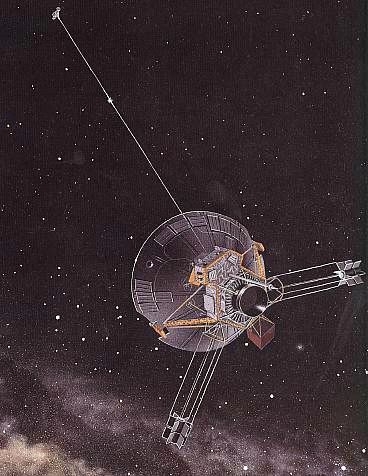
Pioneer 10/11

En interstellär sond är en rymdsond som kan lämna Solsystemet och ge sig av ut i interstellära rymden, vilket vanligtvis definieras som bortom heliopausen. Begreppet syftar också på sodner som kan ta sig till andra planetsystem än Solens.
2012-2013  hade Voyager 1 nått interstellära rymden.

### Fotnoter
1. ↑  NASA Voyager 1 Encounters New Region in Deep Space